# Gołąbek czarniawy

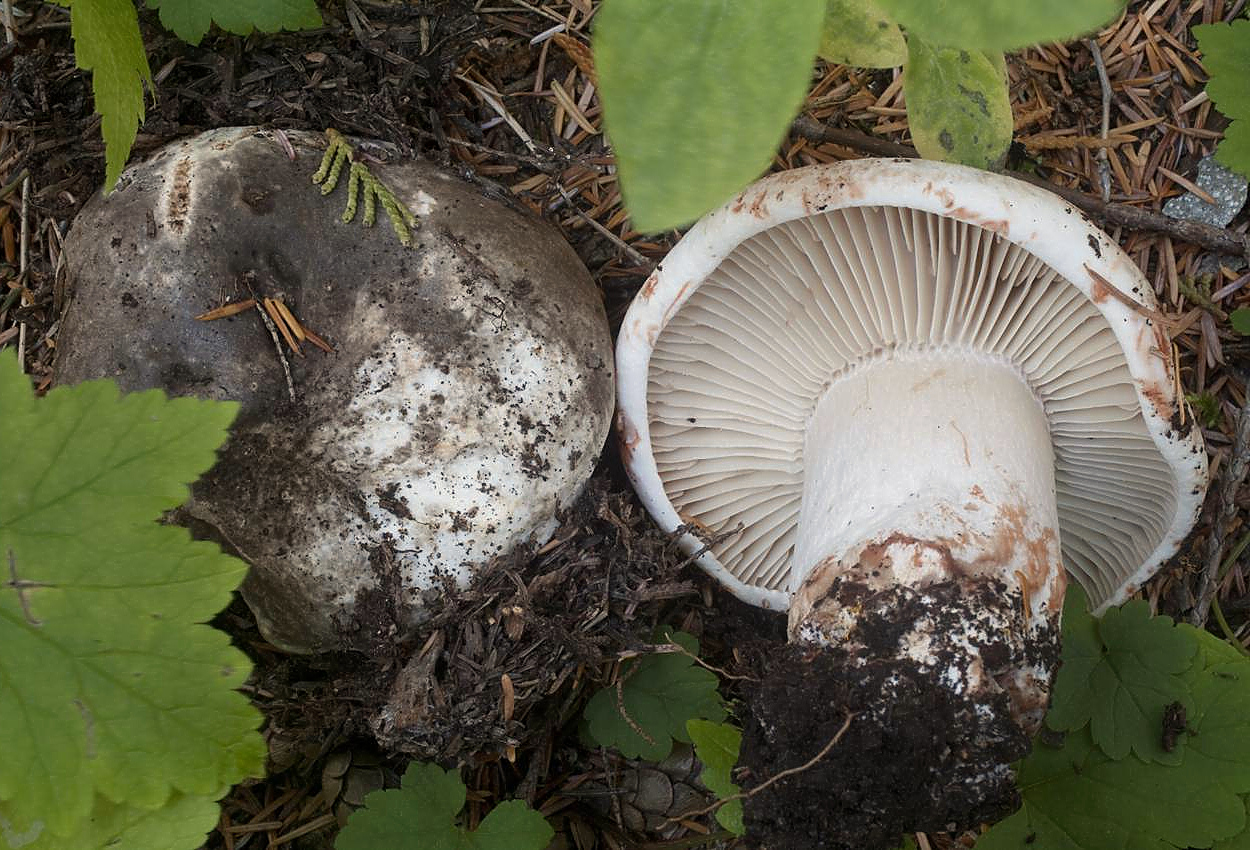

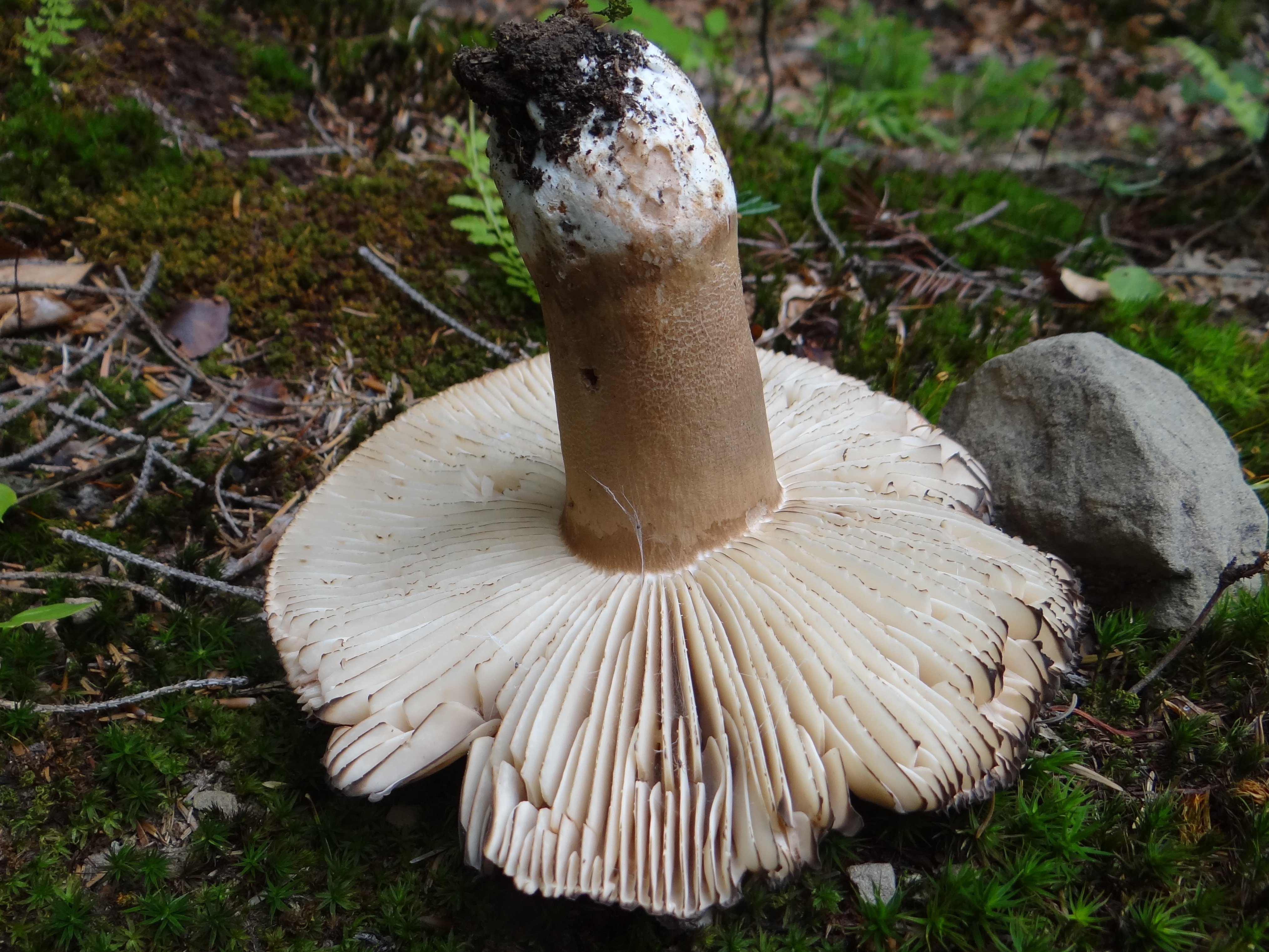

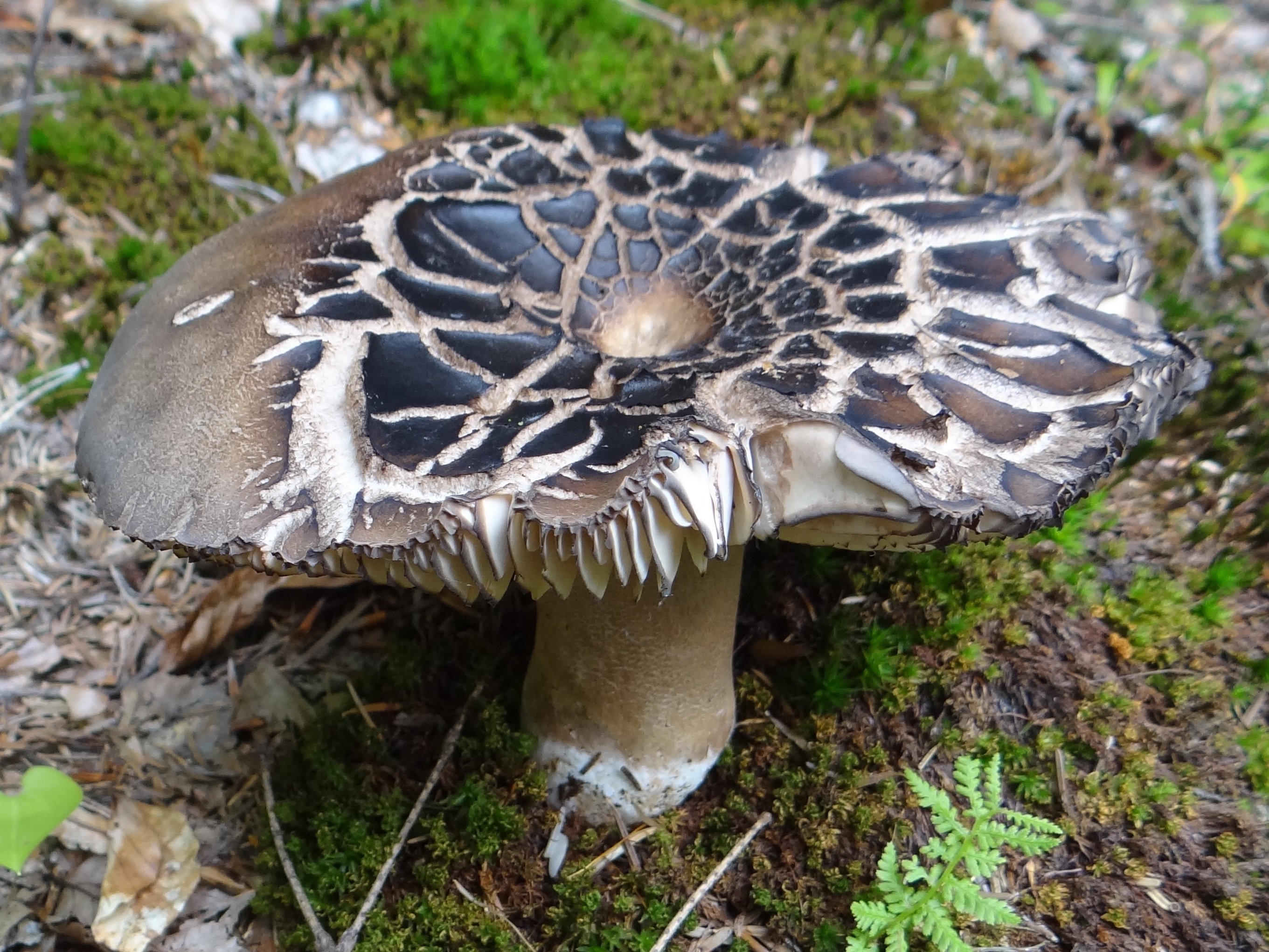
Młode gołąbki czarniawe

Gołąbek czarniawy (Russula nigricans Fr.) – gatunek grzybów należący do rodziny gołąbkowatych (Russulaceae).

## Systematyka i nazewnictwo
Pozycja w klasyfikacji według Index Fungorum: Russula, Russulaceae, Russulales, Incertae sedis, Agaricomycetes, Agaricomycotina, Basidiomycota, Fungi.
Nazwę polską nadał Feliks Berdau w 1876 r. Synonimy naukowe:
- Agaricus adustus var. elephantinus Pers. 1801
- Agaricus elephantinus Sowerby 1795
- Agaricus nigricans Bull. 1785
- Omphalia adusta var. elephantinus (Pers.) Gray 1821
- Omphalia adusta ß elephantinus (Bolton) Gray 1821
- Russula elephantina (Bolton) Fr. 1838

## Morfologia
Kapelusz
Ma średnicę 10–20 cm, za młodu jest łukowaty, potem rozpostarty i zagłębiony w środku. Ma podwinięte brzegi, jest bardzo twardy i grubomięsisty. Młode okazy mają kolor białawy, potem białawoliwkowosiwy, później ciemnobrązowy, w końcu czarny.
Blaszki
Rzadko ustawione. Bardzo grube, kruche, płatowate i nieco przyrośnięte do trzonu. Podobnie jak kapelusz za młodu są białe, potem stopniowo zmieniają kolor aż do czarnego. Po uszkodzeniu siwieją, a nawet czernieją.
Trzon
Wysokość 2–7 cm, grubość 1–3 cm. Jest gruby, walcowaty, pełny i bardzo twardy. W porównaniu z większością gatunków gołąbków jest krótki. Podobnie jak kapelusz zmienia kolor w trakcie rozwoju z białego aż do czarnego. Po uciśnięciu czerwienieje.
Miąższ
Jest bardzo twardy, po skaleczeniu najpierw czerwienieje, później czernieje, zapach bardzo słaby i nieco mdły, smak łagodny.
Cechy mikroskopowe
Wysyp zarodników biały. Zarodniki o kształcie od kulistego do odwrotnie szeroko jajowatego i rozmiarach 6-8 × 6–7 μm. Powierzchnia pokryta drobnymi brodawkami i słabo zarysowaną siateczka. Podstawki o rozmiarach 40-60 × 6–10 μm. Cystydy liczne, o rozmiarach 70-80 × 5–7 μm, wąskie i wystające na 20–30 μm ponad hymenium. Pod wpływem sulfowaniliny szarzeją. W korze trzonu występują przewody mleczne.

## Występowanie i siedlisko
Występuje głównie w Ameryce Północnej, Środkowej i Europie, poza tym w Maroku w Afryce, w Korei, Japonii i Australii. W Polsce jest dość pospolity.
Rośnie w lasach liściastych i lasach iglastych, pod bukami i jodłami. Owocniki pojawiają się od lipca do listopada.

## Znaczenie
Grzyb mikoryzowy. Grzyb jadalny: Przez niektóre przewodniki dla grzybiarzy uważany jest za grzyb jadalny, przez inne za niejadalny. Jadalne są tylko młode owocniki, starsze mają zbyt łykowaty miąższ. Nagła zmiana barwy po skaleczeniu tego grzyba odstrasza zbieraczy. Zwykle bywa bardzo robaczywy.

## Gatunki podobne
Jest wiele gatunków gołąbków, które po uszkodzeniu natychmiast czernieją. Podobny może być gołąbek gęstoblaszkowy (Russula densifolia), ale ma gęstsze blaszki, gołąbek białoczarny (Russula albonigra) o gorzkawo-mentolowym smaku, lub gołąbek podpalany (Russula adusta), ale jego kapelusz jest bardziej blady przy brzegach, a jego miąższ czerwienieje po przecięciu, ale nie czernieje.